# 獨立宮 (胡志明市)
10°46′37″N 106°41′43″E / 10.77694°N 106.69528°E
獨立宮（越南语：／），又名統一會堂（越南语：／），是位於越南胡志明市第一郡的一棟建築。法屬印度支那時期，法國人在此建造交趾支那總督及法屬印度支那總督辦公室，稱為諾羅敦府（Norodom Palace）。越南戰爭時期，該宮毀於戰火，越南共和國（南越）予以重建。其後該府成為越南共和國的總統府邸，稱為獨立府（越南语：／）。1975年4月30日西貢陷落，越南南方共和國仍將此府為獨立府。今天，獨立府是胡志明市一個有名的參觀景點。

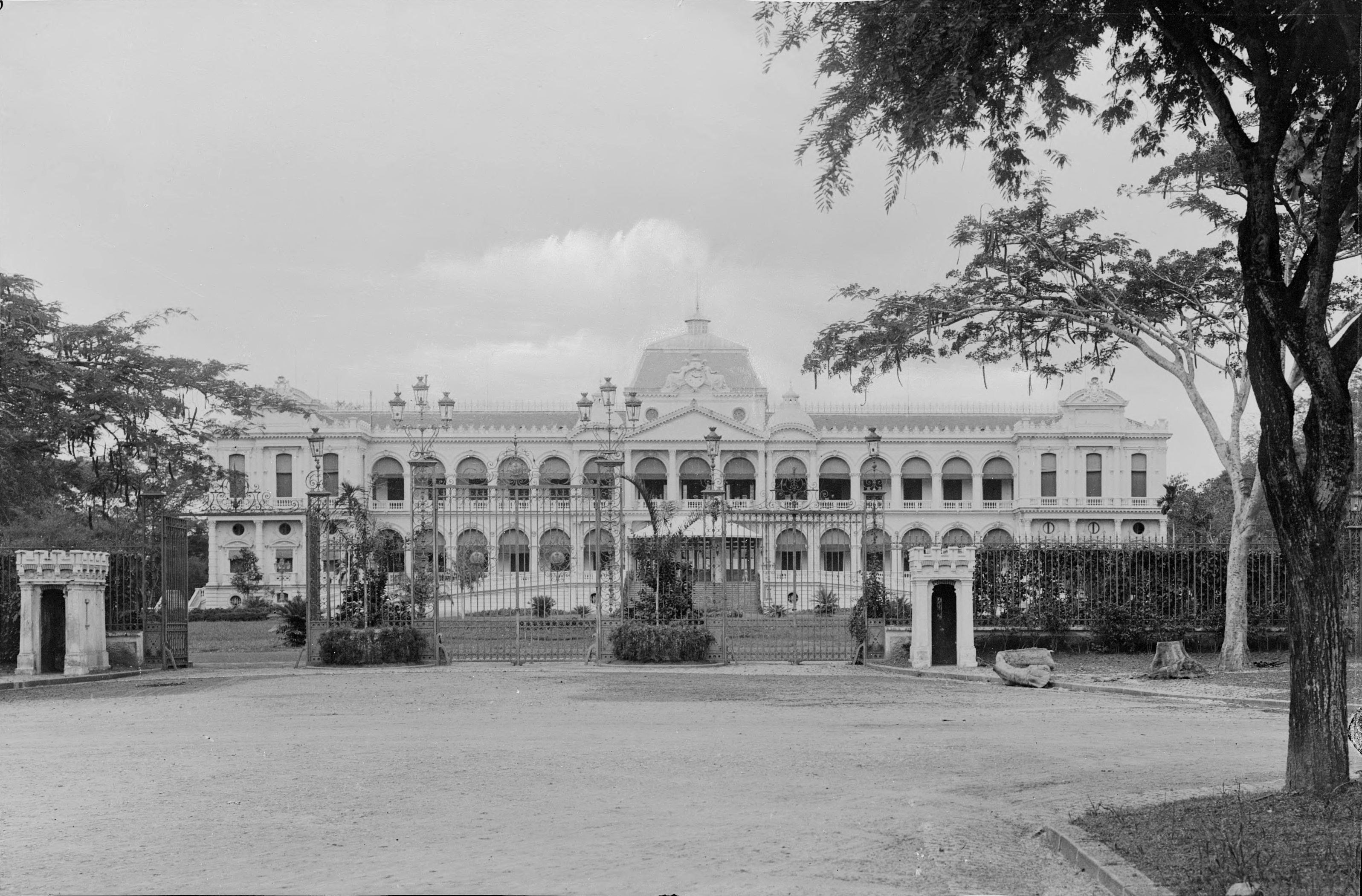
統一宮前身為法屬印度支那的諾羅敦府

獨立府位於一個0.12平方公里的公園內，大廈由建築師吳曰樹（曾獲1955年罗马大奖）設計。獨立府的佈局設計與周圍風景相映成輝。其中房間有總統辦公室、內閣會議室、外交大廳、總統夫人室和電影室等。
獨立府佔地面積達12萬平方米，3層樓高，有兩棟側樓及一個地下室。購票可以入內參觀，身穿越南傳統服飾的工作人員會為遊客提供諮詢及導覽服務，可以參觀建築內各個廳室，大廈內共有100個富麗堂皇大大小小的廳堂，各具特色。
獨立府園區內有一座建築群阮攸路108號國賓館（越南语：／），時稱西貢迎賓館，是前越南共和國政府用於招待外賓的迎賓館。

## 年表

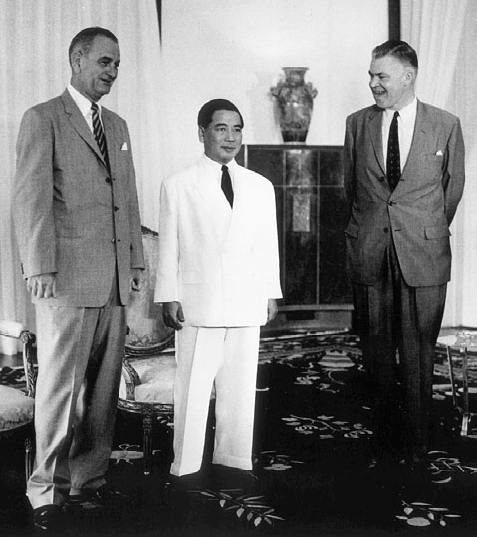
1961年，吴廷琰（中）、美国副总统林登·约翰逊（左）与美国驻南越大使弗雷德里克·诺丁（右）在独立宫

- 1858年法蘭西第二帝國開始進攻峴港，正式侵略越南。
- 1867年法國人完成佔領交趾支那。
- 1868年法國人開始建築交趾支那總督府。
- 1873年總督府完工，稱為諾羅敦府，名字來自柬埔寨國王诺罗敦·安·吴哥。
- 1887年-1944年該府為法屬印度支那總督府。
- 1944年三九政變，此時越南受日本支配。
- 1945年日本投降。法國人重回越南。
- 1954年法國人向越南獨立同盟會投降，越南暫時分裂。北越由越南共產黨統治，南越由反共主義者統治。法國人將諾羅敦宮交給越南國代表，總理吳廷琰。
- 1955年吳廷琰操縱公投廢黜保大帝，成為越南共和國總統。吳廷琰改諾羅敦宮為獨立府。
- 1962年獨立府遭變節軍人駕駛兩戰鬥機嚴重轟炸。獨立府左翼受破壞。吳廷琰下令重建。吳曰樹（英语：Ngo Viet Thu）的建築提案被批准。依風水，該府坐落在一個“龍頭”上，因此該宮又稱為龍頭府（Dragon's Head Palace）。
- 1963年11月2日吳廷琰被害。
- 1966年新獨立府完成。自1966年到西貢淪陷，獨立府一直是越南共和國總統府。
- 1975年4月8日，南越空軍飛行員、北越特工阮成忠（英语：Nguyễn Thành Trung (pilot)）駕駛F-5E戰鬥機對獨立府實施轟炸，但未造成嚴重破壞。30日在獨立府裡，越南共和國正式向越南南方民族解放陣線和北越投降，此後越南南方共和國臨時革命政府決定改獨立府為統一宮，但由越文資料顯示，此建築並未改名為統一宮，而統一宮只是管理獨立府的一個政府機關單位，而外界誤以為自1975之後，已將獨立府改名統一宮。

## 外部連結
- 官方網站 （页面存档备份，存于）
- 16 個胡志明市必去景點 （页面存档备份，存于）